# 南川绣线菊
南川绣线菊（学名：Spiraea rosthornii）为蔷薇科绣线菊属下的一个种。

## 扩展阅读
- 維基物種上的相關：南川绣线菊